# Dolmen Palet-de-Gargantua

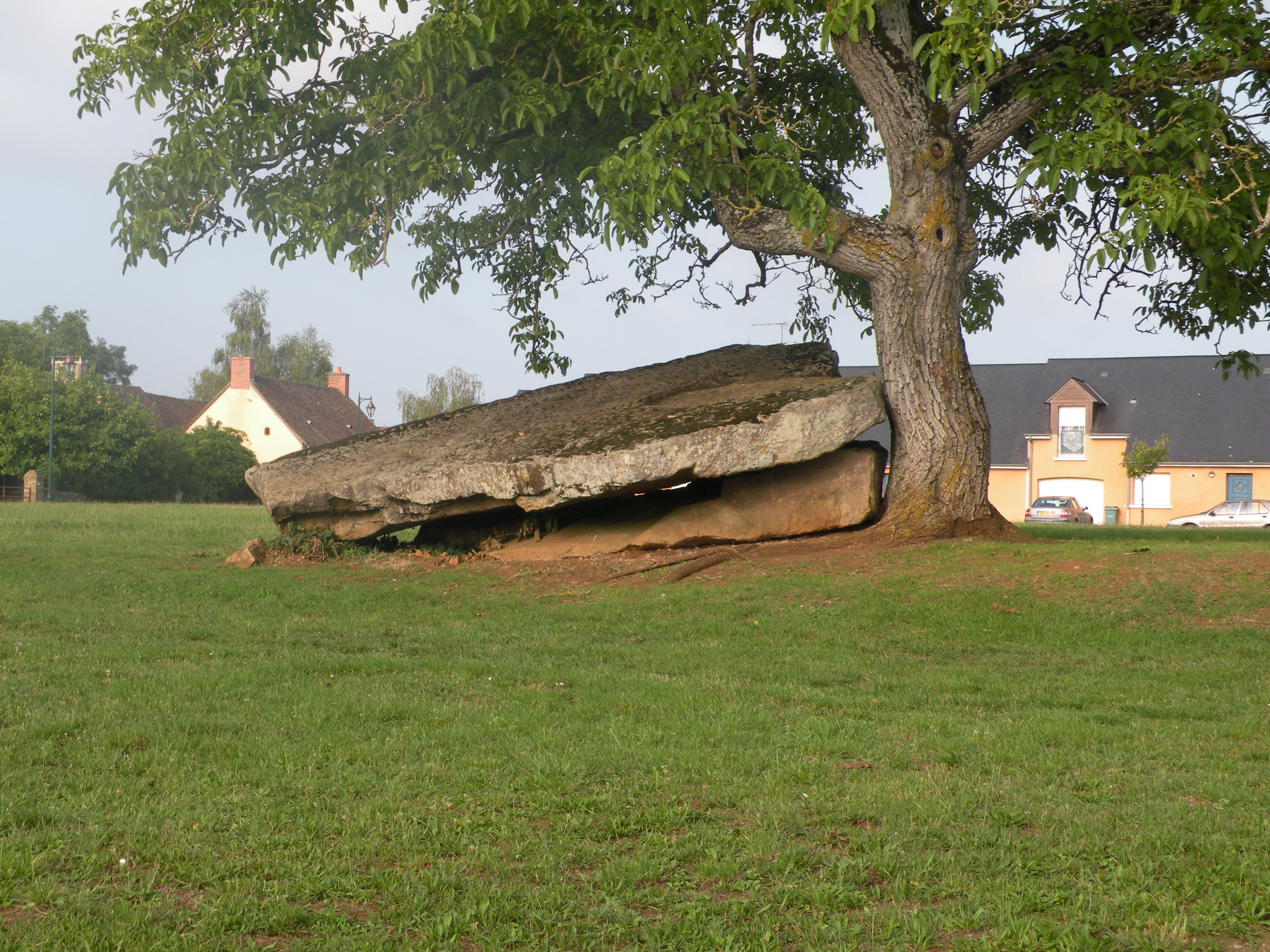
Dolmen Palet-de-Gargantua

Der Dolmen Palet-de-Gargantua (auch Dolmen brisé oder Dolmen von Torcé-en-Vallée genannt) liegt auf einer Wiese zwischen der Rue du Dolmen und der Rue de la Paix in Torcé-en-Vallée, nordöstlich von Le Mans im Département Sarthe in Frankreich. Dolmen ist in Frankreich der Oberbegriff für Megalithanlagen aller Art (siehe: Französische Nomenklatur).
Der Dolmen Palet-de-Gargantua ist ein zusammengebrochener Dolmen vom Typ angevin. Erhalten ist die große Deckenplatte von etwa 7,0 × 6,0 × 0,5 m, unter der die verstürzten Tragsteine liegen.
Der Dolmen ist seit 1969 als Monument historique eingestuft.
Gleichnamige Dolmen liegen in Alluyes im Département Eure-et-Loir und in Brizay im Département Indre-et-Loire.